# Andrei Sepci
Andrei Sepci (* 7. Oktober 1911 in Máramoros, Österreich-Ungarn; † 3. Dezember 1992) war ein rumänischer Fußballspieler und -trainer. Er bestritt insgesamt 115 Spiele in der Divizia A. Als Trainer gewann er mit Știința Cluj im Jahr 1965 den rumänischen Pokal.

## Karriere

### Vereine
Sepci spielte zunächst für Olimpia Satu Mare, bevor er im Jahr 1932 zu Universitatea Cluj in die neu gegründete Divizia A wechselte. Mit Cluj erreichte er das Finale um die Meisterschaft 1933, unterlag dort aber Ripensia Timișoara. Ein Jahr später stand er mit seiner Mannschaft im Finale um den rumänischen Pokal und hatte dort gegen den gleichen Gegner das Nachsehen. In den folgenden Jahren konnte sein Verein an diese Leistungen nicht mehr anknüpfen und rutschte ins untere Mittelfeld der Liga ab. Im Jahr 1937 wechselte er zu Tricolor Baia Mare in die Divizia B. Ein Jahr später schloss er sich Victoria Cluj an. Dort beendete er im Jahr 1940 seine Laufbahn.

### Nationalmannschaft
Sepci bestritt vier Spiele für die rumänische Nationalmannschaft. Er debütierte am 4. Juni 1933 beim Balkan-Cup im ersten Spiel gegen Bulgarien. Er bestritt alle drei Spiele und blieb ohne Gegentor. Das Turnier wurde vom rumänischen Team gewonnen. Anschließend wurde Sepci zwei Jahre lang nicht mehr berücksichtigt. Am 24. Juni 1935 bestritt er im Freundschaftsspiel gegen Griechenland sein letztes Länderspiel, als er in der Halbzeitpause für Anghel Crețeanu eingewechselt wurde. Auch in diesem Spiel wurde er nicht bezwungen.

## Erfolge

### Als Spieler
- Sieger im Balkan-Cup: 1933

### Als Trainer
- Rumänischer Pokalsieger: 1965